# Palais des Beaux-Arts de Bruselas
El Palais des Beaux-Arts o Palacio de Bellas Artes de Bruselas, también conocido por la marca BOZAR es un espacio pluridisciplinar dedicado a la cultura, donde se celebran eventos artísticos de distintos campos: música, artes plásticas, teatro, danza, literatura, cine o arquitectura.
El palacio fue construido por  Victor Horta entre 1922 y 1929 en estilo art déco.

## La creación delPalais

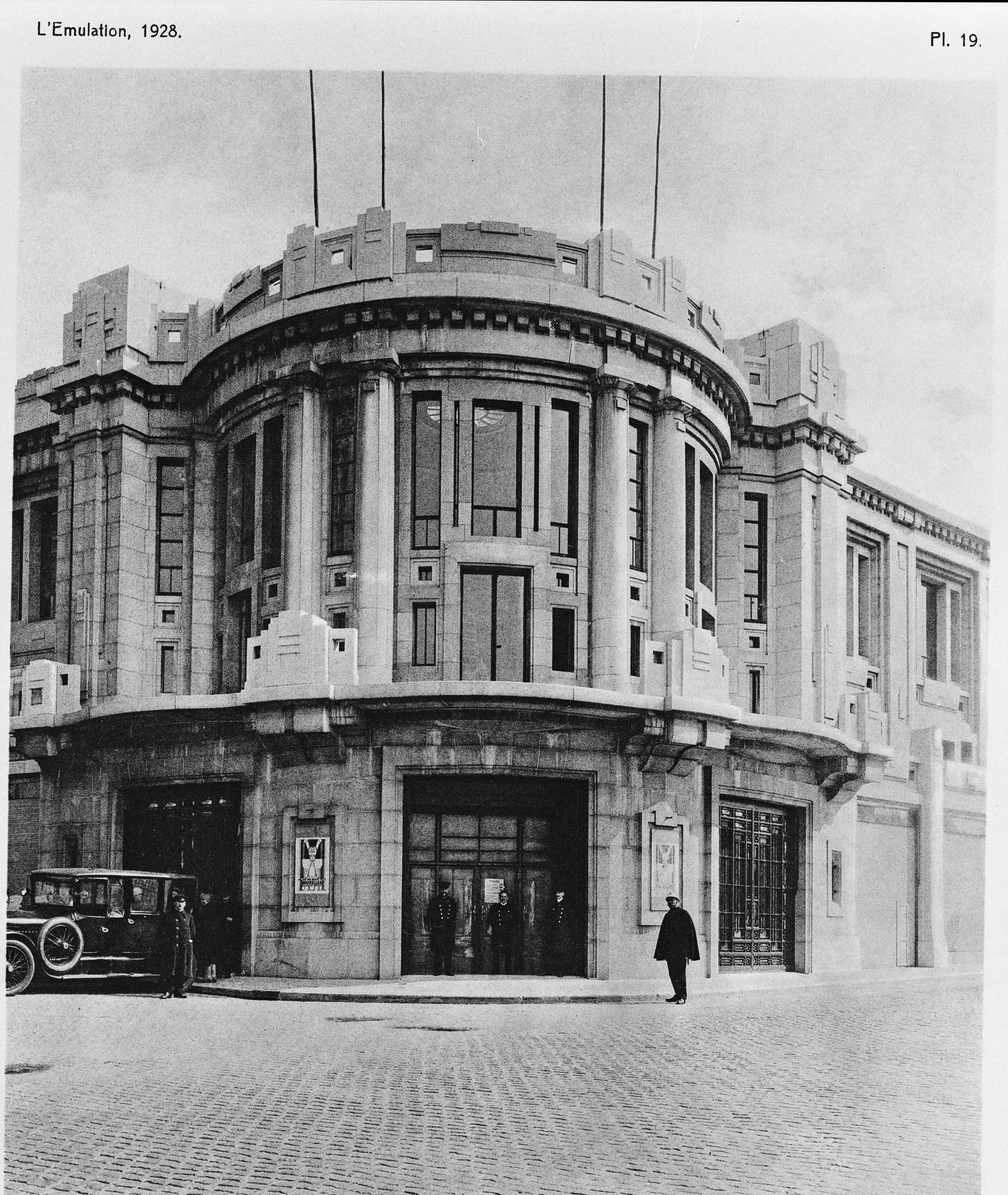
Rue Ravenstein 23, Bruselas, Bélgica.

En 1880 se inauguró un primer palacio de bellas artes en Rue de la Régence, diseñado por Alphonse Balat, en el que estaba previsto celebrar conciertos y exposiciones. Siete años después, el edificio se dedicó a la exposición permanente de las colecciones de arte antiguo, y hoy sigue albergando el Museo Real de Arte Antiguo (Musée Old Masters).
El proyecto de un lugar para la cultura se paralizó durante varios años, hasta después de la I Guerra Mundial, cuando Horta presentó al gobierno un primer proyecto, que fue rechazado por la audacia de su diseño y los problemas presupuestarios.  A iniciativa de Adolphe Max, burgomaestre de Bruselas, y del financiero y mecenas Henry Le Boeuf, se creó la sociedad privada «Palais des beaux-arts», encargada de la gestión del proyecto, para el que la ciudad proporcionó el terreno, y el estado garantizó los préstamos necesarios.
El diseño y la realización del palacio fueron largas y difíciles, ya que el terreno, situado en la ladera de la colina de Coudenberg, al extremo de la place Royale, era irregular, arenoso y húmedo. Horta se vio forzado a plegarse a las exigencias que se le impusieron: la parte más alta del edificio no podía tapar la vista de la zona baja de la ciudad desde el Palacio Real, por lo que tuvo que reducir su altura y enterrarlo a mayor profundidad. Para rentabilizar parte de la inversión, el ayuntamiento exigió que se abrieran tiendas a lo largo de la fachada, lo que hizo que Horta comentara: «¿Un palacio? Creo que no: una simple Casa de las artes, porque yo no me atrevería a llamar palacio a una construcción que tiene tiendas en su fachada principal». Con el tiempo, estas tiendas –que estaban dedicadas a exposiciones de escultura y pintura y a la venta discos y libros– cedieron su lugar a una amplia librería que ofrece literatura de todo el mundo.
Las salas de exposiciones, después las de conferencias y recitales, y por fin la gran sala, se inauguraron paulatinamente conforme se fueron finalizando, entre 1928 y 1929.

## El palacio

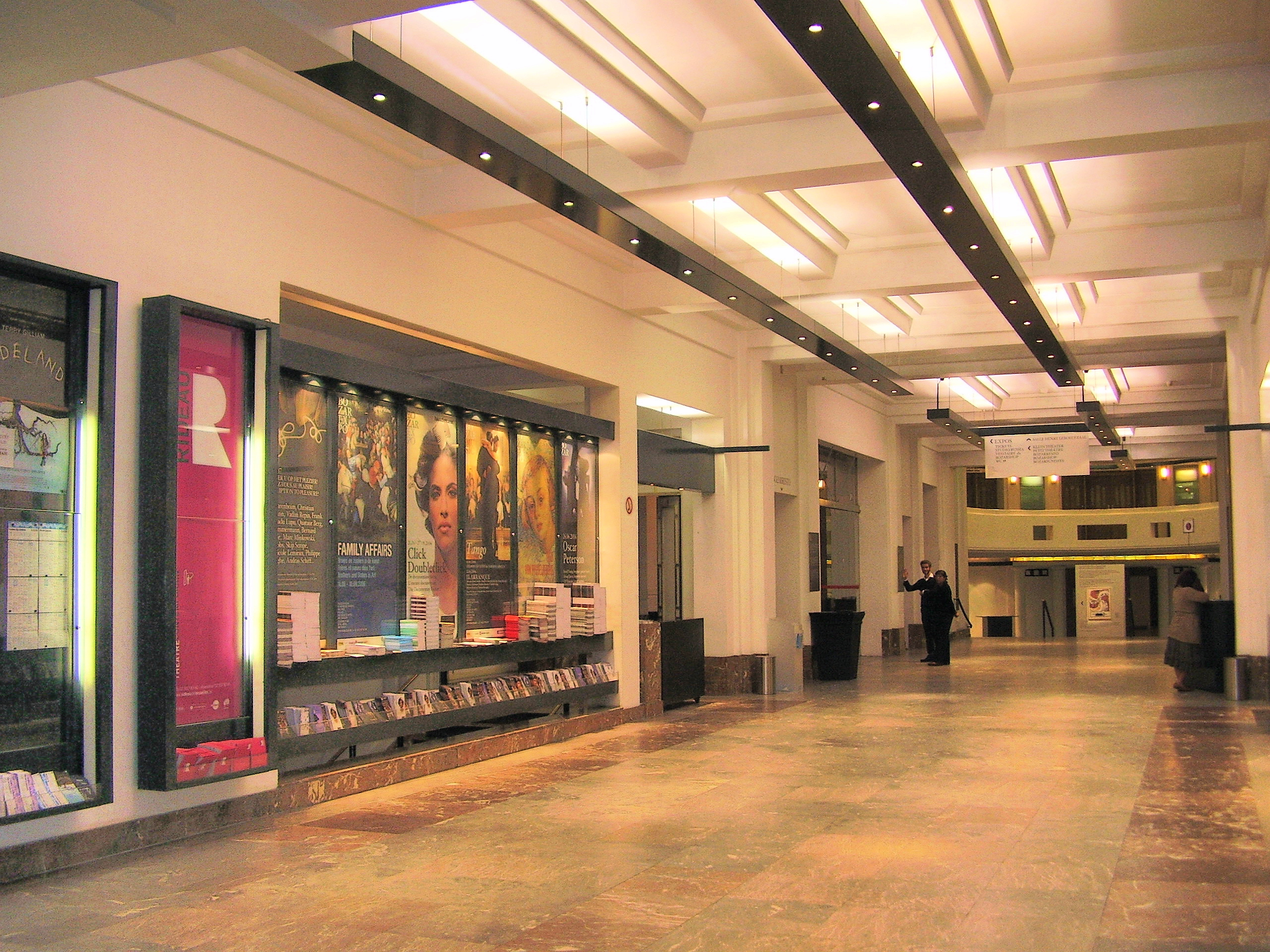
Vestíbulo de BOZAR

Horta tuvo que diseñar el palacio de forma que ofreciera las mejores condiciones a cada disciplina del arte y la cultura y al mismo tiempo sirviera de enlace entre las zonas alta y baja de la ciudad.
El edificio cuenta con un amplio vestíbulo que da acceso a gran sala de conciertos, que lleva el nombre de Henry Le Boeuf, situada en la planta baja, al igual que la sala de teatro. En la planta calle se encuentra la sala de escultura (hoy denominada sala Victor Horta), desde la que se accede por una gran escalinata a las salas de exposiciones del primer piso.

## Evolución del palacio
El Palais des Beaux-Arts estuvo gestionado durante mucho tiempo por una serie de asociaciones sin ánimo de lucro. En 1984, el estado intervino, convirtiendo esta asociación en una gestora paraestatal y atribuyendo a BOZAR una subvención, al tiempo que imponía las reglas habituales de las instituciones públicas. En 2002 entró en vigor una nueva ley que modificó esta organización convirtiéndola en una sociedad anónima pública con vocación social.
En la misma época, se ejecutó un plan de restauración de los edificios. Se renovaron los tejados, las salas de exposiciones y la gran sala dedicada a la música y el cine. Se construyeron nuevas salas en el subsuelo de la calle Ravenstein, así como dos salas de cine y otra de teatro bajo la actual. Con el tiempo, la creación de despachos administrativos había deteriorado algunas zonas del edificio, ocultando varias claraboyas. En la restauración, se decidió trasladar las oficinas fuera del edificio, bajo la Galería Ravenstein, liberando así superficie para dedicarla a actividades culturales.

## BOZAR
En 2003 se adoptó la marca BOZAR (homófono de beaux arts) para denominar los eventos culturales que se celebran en el Palacio de Bellas Artes. Esta palabra se utiliza y escribe igual en las tres lenguas del país (francés, neerlandés y alemán).
Bajo este nombre se organizan distintos tipos de actividades, agrupadas en las siguientes submarcas: Bozar Architecture, Bozar Cinema, Bozar Dance, Bozar Expo, Bozar Literature, Bozar Music, Bozar Theatre y Bozar Studios.

## Accesos
Al Palacio de Bellas Artes de Bruselas se llega con distintos medios de transporte público:
- Metro: estaciones Parc y Gare Centrale (líneas 1 y 5)
- Tram: líneas 92 - 94
- Bus: líneas 27 – 29 – 34 – 38 – 63 – 65 – 66 – 71 – 71N – 95